# ألفرد داوني
ألفرد داوني (بالإنجليزية: Alfred Downey)‏ (1897 في جمهورية أيرلندا - ) هو لاعب كرة قدم أيرلندي في مركز نصف الجناح. لعب مع برادفورد سيتي ونادي بوهيميان ونادي هاليفاكس تاون.